# Mochila de plomo
Mochila de plomo es una película de drama argentina de 2018 dirigida por Darío Mascambroni y guionada por Florencia Wehbe, Miguel Ángel Papalini y Darío Mascambroni. El film fue distribuido por Primer Plano y producido por Darío Mascambroni y Fernanda Rocca. Fue filmado en 2017 en Villa María y Villa Nueva, provincia de Córdoba, Argentina. Su estreno en Argentina a nivel nacional está previsto para el 6 de diciembre de 2018. Es protagonizada por Facundo Underwood, Gerardo Pascual, Elisa Gagliano, Osvaldo Wehbe y Agustín Rittano. El film tiene una duración de 68 minutos.
La película fue realizada con el apoyo del Instituto Nacional de Cine y Artes Visuales (INCAA). El film fue ganador del primer premio del concurso a desarrollo de proyectos “Raymundo Gleyzer – Cine de La Base 2014”, lo que dio la posibilidad de que se pudiera llevar a cabo, bajo la ayuda de tutores docentes de la Escuela Nacional de Experimentación y Realización Cinematográfica (ENERC) del INCAA.

## Sinopsis
Tomás (Facundo Underwood) es un chico de doce años lleno de ausencias en su vida, no tiene apoyo escolar ni familiar ya que su madre no le presta atención y su padre fue asesinado. El joven pasa sus días lleno de incertidumbres sobre quién era su padre, qué es lo que hacía y por qué lo asesinaron, por lo que decide encontrar las respuestas a estos interrogantes. Es así que un día comienza a recorrer las calles de su pueblo con un arma en la mochila que le había dado su amigo Pichín (Gerardo Pascual) para que vengara la muerte de su padre. El arma le daba miedo e intimidaba a Tomás pero de todos modos decidió llevarla en su búsqueda. Desde allí todo fue muy particular. El pasado iba a cobrar otro sentido para Tomás, ya que era el mismo día en que el asesino de su padre salía de la cárcel. El chico acudió a él dado que era la única persona que podía contarle que había ocurrido con su papá. Al caer la noche, el encuentro con el asesino se hizo inevitable para poder obtener la información que tanto necesitaba. 

## Reparto
- Facundo Underwood
- Gerardo Pascual
- Elisa Gagliano
- Osvaldo Wehbe
- Agustín Rittano
- Rúben Gattino

## Equipo técnico
- Dirección: Darío Mascambroni
- Guion: Darío Mascambroni, Florencia Wehbe y Miguel Ángel Papalini
- Producción: Darío Mascambroni y Fernanda Rocca
- Música: Jerónimo Piazza, Jorge Nazar y Rimando Entre versos
- Dirección de fotografía: Nadir Medina
- Sonido: Martín Alaluf
- Edición: Lucía Torres
- Dirección de arte: Anita Chacón
- Producción ejecutiva: Fernanda Rocca
- Prensa : Marinha Villalobos

## Premios y festivales
| Festival                                             | Año  | Categoría                |
| ---------------------------------------------------- | ---- | ------------------------ |
| 32.º Festival Internacional de Cine de Mar del Plata | 2017 | Sección Work in Progress |
| Festival de Cine Orquídea                            | 2017 |                          |
| Black Night Tallin Film Festival                     | 2017 |                          |
| 68.º Festival Internacional de Cine de Berlín        | 2018 | Sección Generación Kplus |
| BAFICI 20.ª edición                                  | 2018 | Competencia Argentina    |

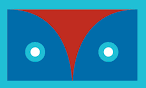
Logo del Festival BAFICI

Además el film tuvo varios premios en diferentes festivales internacionales al desarrollo y formó parte de la selección oficial del International Documentary Film of Amsterdam 2017 (IDFA) y del Festival Cine Latino Toulouse 2018.